# Unguja Ville et Ouest
Unguja ville et Ouest (en anglais Unguja Town and West ; en swahili Mjini Magharibi) est la plus petite région de la Tanzanie. Elle comprend la ville de Zanzibar et un territoire limité dans ses environs immédiats, sur la côte occidentale de la grande île d'Unguja.

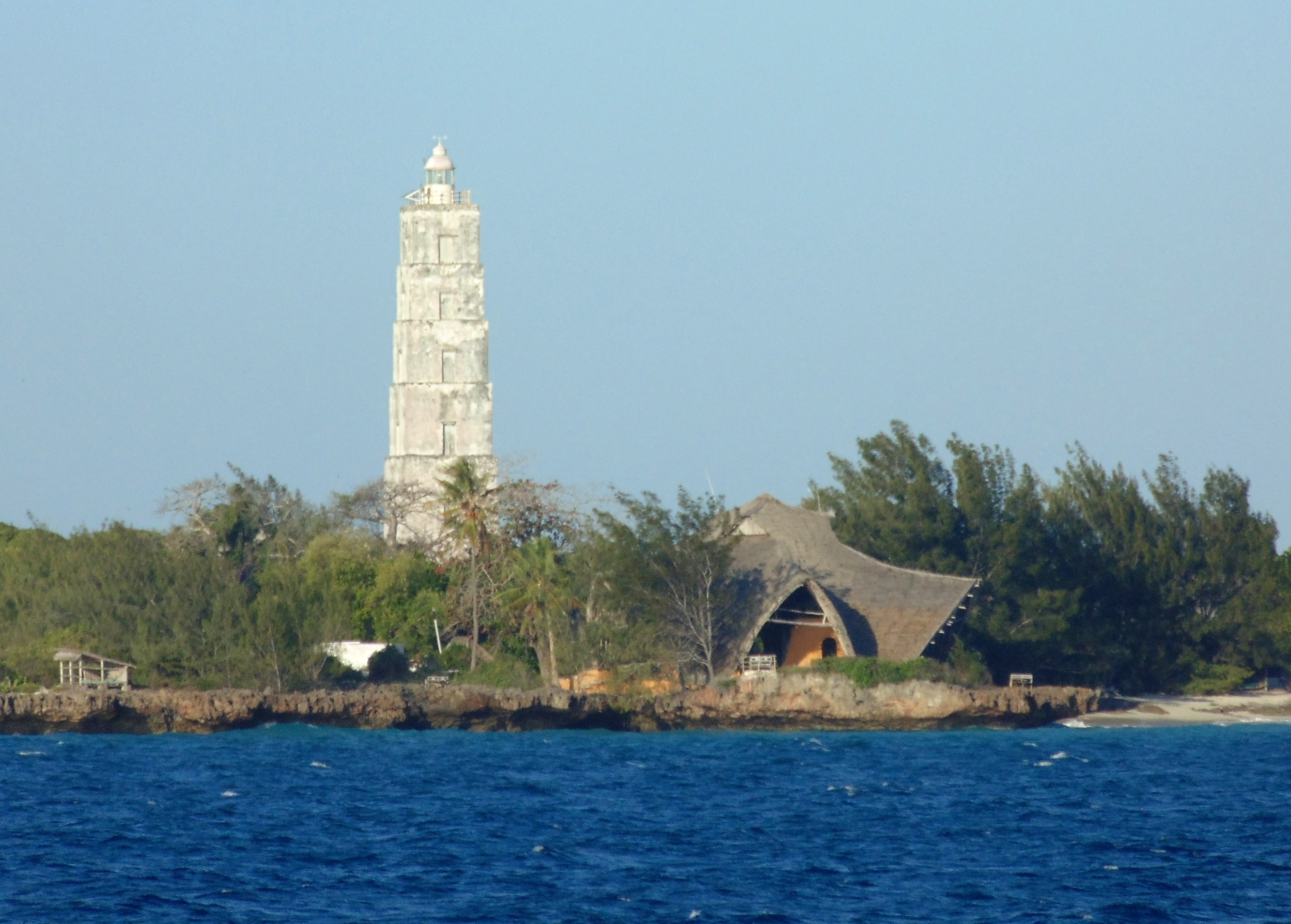
Phare de Chumbe